# Endre Kádár
Endre Kádár (geboren als Endre Schwartz 9. Dezember 1886 in Kunhegyes, Österreich-Ungarn; deportiert im November 1944 in das KZ Auschwitz) war ein ungarischer Schriftsteller.  

## Leben
Endre Schwartz’ Eltern Anná Altmann und Dávid Schwartz kamen aus einfachen Verhältnissen. Schwartz besuchte das Gymnasium und magyarisierte 1904 seinen Namen. Er studierte Philosophie in Budapest. Er schrieb Artikel für die Zeitungen Magyar Hírlap, Budapesti Napló, A Polgár, Nagyváradi Napló, Az Újság, Élet, Magyar Figyelő, A Nap und Politikai Hetiszemle. Ab 1909 schrieb er auch Beiträge in der Literaturzeitschrift Nyugat. 1913 veröffentlichte er einen Band Kurzgeschichten. Während des Ersten Weltkriegs hielt Kádár sich in der Schweiz auf. Sein 1919 erschienener Roman Balalajka wurde von seiner Frau Lívia Müller illustriert. In den 1920er Jahren lebten sie in Frankreich. Die Ehe wurde dann geschieden und Kádár lebte wieder in Ungarn. 
Kádár wurde im November 1944 in das KZ Auschwitz deportiert und dort ermordet. 

## Werke (Auswahl)
- Asszonyportré. Kurzgeschichten. 1913
- Balalajka. Roman. Budapest : Athenaeum, 1919
- A szerelem elmegy. Drama in drei Akten. Budapest, 1922. Erstaufführung im Belvárosi Színház 1922
- Önbüntetés. Roman. Budapest : Athenaeum, 1935
- Márta Víg (Hrsg.): Nyugatban megjelent novellái, írások, dokumentumok. Kunhegyes, 2008